# Колосов, Михаил Иванович
Михаи́л Ива́нович Ко́лосов (1904—1979) — советский хозяйственный деятель.

## Биография
Родился 7 (20 октября) 1904 года. Член ВКП(б).
С 1929 года — на хозяйственной работе. В 1929—1979 годы — работник чёрной металлургии, инженер-металлург завода «Красный Октябрь» в Сталинграде, начальник Центральной заводской лаборатории, начальник технического отдела Челябинского металлургического завода, старший научный сотрудник, директор ЦНИИ металлургии.
Умер 21 сентября 1979 года.

## Признание
- Сталинская премия третьей степени (1943) — за разработку и промышленное освоение бактериальных фильтров (СИЗ бойцов РККА).
- заслуженный деятель науки и техники РСФСР
- ордена и медали